# Edmond Bloch
Pour les articles homonymes, voir Bloch.
Edmond Bloch (né le 23 avril 1884 à Saint Quentin et mort le 25 janvier 1975 à Paris 4e) est un avocat parisien, une figure du milieu ancien combattant français, de 1917 aux années 1960, et une personnalité atypique du monde juif français, qui a évolué de la gauche républicaine vers la droite nationaliste et anticommuniste, de la libre-pensée à la conversion à la religion catholique.

## Biographie

### Famille
Edmond Salomon Bloch est issu d'une famille juive alsacienne de Haguenau, Marmoutier et Bouxwiller. Il est toutefois né à Saint-Quentin dans l'Aisne. Il est le fils aîné de Seligmann Bloch, négociant, et Florette Blanche Lévy. Son frère, Sylvain Lucien Bloch, est né le 9 novembre 1889. Il épouse à Paris le 20 juillet 1912 Marie Louise Isabelle Moulier, catholique, fille de Thérèse Juillard et Jean Moulier, fabricant de billard, rue Saint-Antoine. 

### Formation
Il obtient une licence en sciences (1911) puis en droit (1913) et sort diplômé de l'École libre des sciences politiques. Durant ses études universitaires, il fonde en janvier 1909 et préside l'Association républicaine des étudiants de France, dans le contexte de l'agitation menée par l'Action française (Affaire Thalamas). Les dirigeants de la ligue royaliste et antisémite le critiquent en retour et le malmènent,,,,. Son association est de sensibilité radicale, républicaine et anticléricale, « aux opinions libre-penseuses », même si une poignée de catholiques du Sillon en font partie, sur 300 inscrits revendiqués. D'où une scission et la formation d'une Association des étudiants libres-penseurs, hostile à la présence de ces catholiques,,. Bloch est alors un Juif assimilé, qui ne croit pas en Dieu.

### Carrière
Il est rédacteur au ministère des travaux publics de 1910 à 1913, puis avocat au barreau de Paris à partir du 1er décembre 1913.

#### Première Guerre mondiale
Il est mobilisé comme sergent en août 1914, au 287e régiment d'infanterie. Il est cité, est trois fois blessé en 1914, est fait prisonnier par les Allemands et interné dans un camp en Allemagne durant 18 mois. Il revient en France en 1916, est réformé en février 1916, et déclaré invalide à 40 %,,,. Il est décoré de la croix de guerre avec palme et de la médaille militaire (avril 1916),.

#### Ancien combattant de gauche
Il est en 1917 le conseiller juridique de l'Association fraternelle des anciens combattants des armées de Paris, qui prend ensuite le nom d'Association fraternelle des combattants de la Marne, de Verdun et de la Grande Guerre. Comme membre de cette association, il fait partie en 1917-1918 des anciens combattants à l'origine de la formation de l'Union Fédérale des Associations Françaises d'Anciens Combattants (UF). En 1923, le président de l'UF, Henri Pichot, souligne que Bloch est un « transfuge de l'UF » à l'occasion d'une polémique les opposant sur la participation de l'UF à des réunions du Bureau international du travail à Genève aux côtés de fonctionnaires allemands. Il était lors de la fondation de l'UF membre de l'Association républicaine des anciens combattants (ARAC), qui se situe (très) à gauche, selon l'historien Antoine Prost. Il a convaincu Gaston Vidal de quitter l'ARAC.
Il préside dans l'entre-deux-guerres le groupe de Paris et de la Seine de l'Association générale des mutilés de la guerre (AGMG), à partir de septembre 1921, et est élu secrétaire général de cette association, en mars 1924. C'est une association de taille moyenne, qui rassemble en 1923 50 000 mutilés et réformés, puis près de 88 000 adhérents en 1931. 
Il est élu membre de l'Office national des mutilés, comme délégué de l'AGMG, en 1922. Il est aussi secrétaire général adjoint de la Confédération nationale des anciens combattants, et membre du comité juridique de la fédération des commerçants et industriels mobilisés. 
Il est nommé chevalier de la Légion d'honneur en 1924, sur la proposition du ministère des pensions. 
Il fait partie des anciens combattants juifs qui soutiennent les droits des religieux anciens combattants, constitués en 1924 en association, la Ligue des Droits du religieux ancien combattant (DRAC), qu'il appuie,.
En 1924, il se porte candidat à une élection municipale partielle à Paris, dans le 10e arrondissement. C'est alors un candidat de gauche, de la section locale du parti radical-socialiste ; il se désiste au second tour pour un candidat socialiste,,.

#### Évolution vers la droite
Aux côtés de dirigeants d'une autre association d'anciens combattants, l'Union nationale des combattants (UNC), tel Jean Goy, il participe un temps au Front républicain, un groupement politique d'anciens combattants formé en 1925. Son programme politique est vague ; il est hostile aux partis politiques, à l'impuissance de la Chambre des députés, et a comme slogan : « Ni bolchevisme, ni fascisme ». Le Front a connu un début en fanfare, marqué par un meeting salle Wagram le 29 novembre 1925, - Bloch y tient un discours aux relents xénophobes et antiparlementaires,, le lancement d'un hebdomadaire en décembre, tiré à 50 000 exemplaires les 6 premiers mois et l'adhésion de leaders de l'Union Fédérale des Associations Françaises d'Anciens Combattants (Henri Pichot, Gaston Rogé). Ce front organise un meeting à Paris contre les accords de Washington, à propos des dettes interalliées, en juin 1926, avec Goy, Pichot et Bloch. Mais la masse des anciens combattants ne l'a pas rejoint et des fondateurs comme Bloch l'ont quitté dès l'été 1926. Ce groupement a été financé de 1925 à 1926 par des industriels anciens combattants, notamment Ernest Mercier, membre de l'UNC de Paris, qui ont versé 100 000 francs par mois, puis 50 000 francs en avril 1926. La source s'est tarie selon Goy quand Mercier a décidé de lancer le Redressement français. 
Bloch est alors hostile à la politique étrangère d'Aristide Briand. Comme le président de l'UNC, Rossignol, il n'hésite pas à prendre part, en juin 1929, à un meeting à Paris d'anciens combattants, présidé par Joseph Darnand, aux côtés de dirigeants de l'Action française, ce qui lui est reproché. Dans son discours, Bloch rappelle son combat avant guerre contre l'AF tandis que Maurice Pujo le remercie de sa présence en soulignant qu'« avant la guerre, où il s'est couvert d'honneur, il a été dans nos luttes du quartier latin notre loyal et vaillant adversaire », ce qui tranche avec les insultes antisémites du passé. Il fait partie de la petite minorité d'anciens combattants qui dénonce l'évacuation anticipée de la Rhénanie, annoncée en 1929 à la conférence de La Haye par Briand et prévue pour le 1er juillet 1930. Bloch et Rossignol sont désavoués par les autres dirigeants de la Confédération nationale, notamment ceux de l'UF et de la Fédération nationale des combattants républicains (FNCR, de gauche) d'André Jacques Fonteny, favorables à la réconciliation avec l'Allemagne, ce qui provoque sa démission de cette Confédération. Il critique les dirigeants de l'UF, dans une lettre adressée à l'Action française. Il se montre hostile en 1932 à l'adhésion des anciens combattants français à la Conférence Internationale des Associations des Mutilés de guerre et Anciens Combattants (CIAMAC), dont font partie des AC allemands et autrichiens.
Il quitte sa fonction de secrétaire général de l'AGMG en 1932, et n'est pas réélu au conseil d'administration de l'AGMG en 1933. C'est que des dissensions se font jour entre lui et le nouveau président de l'association, Henri Lévêque, au sujet notamment de la révision des pensions, que refuse Bloch. Le groupe de Paris de l'AGMG prend fait et cause pour Bloch, qui est blâmé par le conseil d'administration pour avoir critiqué violemment Lévêque. Le groupe de Paris est dissous, mais il refuse cette dissolution. Bloch s'incline après plusieurs mois de bras-de-fer et trouve un arrangement en mars 1934 avec les dirigeants de l'AGMG. Il redevient secrétaire général de l'association à partir d'octobre 1934 ; toutefois, il partage cette fonction avec un autre dirigeant.
Il est promu officier de la Légion d'honneur en 1935. La cérémonie durant laquelle lui est remise la rosette scelle la réconciliation entre Bloch et Lévêque. 

#### Ancien combattant de droite dans les années 1930: dirigeant de l’Union patriotique des Français israélites
Son combat contre la politique étrangère de Briand achève son évolution vers la droite. Il est alors un proche du dissident du radicalisme Henry Franklin-Bouillon, hostile au socialisme et au communisme. Il participe à plusieurs réunions à ses côtés au cours des années 1930,,,.
Après l’émeute du 6 février 1934, il participe aux côtés d'élus parisiens et de militants de droite et d'extrême droite à une réunion rendant hommage aux morts et flétrissant le gouvernement,. Il devient l'un des deux vice-présidents avec José Germain de la Rénovation française par l'action des anciens combattants, dont le président d'honneur est l'écrivain Claude Farrère, membre des Croix de Feu. Il fonde en mai, avec Léon Koscziusko, vice-président d'une section parisienne des Croix de Feu, l’Union patriotique des Français israélites (UPFI), qu'il préside et qu'il anime avec Fernand Benda, vice-président, Jean Sitri, Jean et René Lisbonne, secrétaire général. D'autres membres des Croix de Feu figurent parmi les fondateurs, tel Marcel Diamant-Berger, président de l'Union nationale des évadés de guerre. Elle est proche des  Croix-de-Feu, du lieutenant-colonel de la Rocque, et adopte les slogans, « Français d’abord » ou « Il faut choisir ». Dans le contexte de l'afflux d'immigrés juifs, notamment allemands, le premier manifeste de l'association s'élève implicitement contre le Front populaire naissant et la Ligue internationale contre l'antisémitisme (LICA) puisqu'il proteste contre « la formation de groupements qui, sous prétexte de lutter contre l'antisémitisme, n'ont tendu à rien de moins qu'à manifester en faveur des partis de désordre et de révolution sociale ». En septembre, à propos d'une élection législative à Laon, il lance un appel pour qu'aucun Français israélite (terme qu'il préfère à celui de juif) ne se montre solidaire de Jean Pierre-Bloch, « candidat de l'internationalisme socialo-communiste », et de Léon Blum et soutient contre Pierre-Bloch un candidat royaliste.
L'UPFI a pour objet de « rassembler tous les Français israélites et non israélites dans un but de propagande et d'action nationale et de maintenir et de perpétuer au-dessus de toutes considérations de classes, de partis et de croyances les traditions de patriotisme, de solidarité et d'union qui font la force de la nation française ». C'est une petite association d'un peu plus de 500 adhérents. Elle est essentiellement composée d’Alsaciens et de Lorrains. L’UPFI compte 140 membres à Forbach, 130 à Metz, 100 à Strasbourg, Nancy et Reims. Elle est ouverte aux non-juifs, mais fermée aux Juifs étrangers, même anciens combattants. C'est que Bloch est hostile à « l'immixtion d'étrangers dans les affaires politiques françaises ». En dépit de cette hostilité à l'égard des juifs non français, des personnalités juives de premier plan adhèrent à l’UPFI : avocats, banquiers mais aussi militaires comme le général de brigade Alphonse Weiller et plusieurs colonels. S'y retrouvent également l’écrivain André Maurois, le dramaturge Henri Bernstein et le grand rabbin de Constantine, Maurice Eisenbeth.
Il dénonce aussi le sionisme, « œuvre du Komintern », « l’antisémitisme actuel en France, (qui pour lui n'est) pas d’origine française » : «(il) n’est pas que M. Hitler pour tenter de nous diviser. Le bolchevisme s’est assigné la même tâche, pour les mêmes fins». Son association cultive la mémoire du rabbin Abraham Bloch, qui symbolise l'union sacrée. S'il a fondé son association et s'il met en avant son patriotisme et ses médailles gagnées à la guerre - sa croix de la Légion d'honneur lui a été cependant décernée à titre civil - , c'est parce qu'il estime que « certains juifs, trop nombreux et excessivement turbulents, ont éprouvé antérieurement le besoin de faire étalage d'aucuns de leur internationalisme, d'autres de leur dédain de toute patrie, d'autres enfin de leur nationalisme juif ou palestinien, et que beaucoup de Français moyens de notre connaissance se demandaient s'il y avait encore en 1934 des Français de confession israélite comme ils en avaient connu au front entre 1914 et 1918 ». L'UPFI prône l'assimilation, s'oppose à ses deux ennemis, « le racisme à la manière hitlérienne (et) le matérialisme des Soviets », proclame en juin 1936 dans un manifeste que « la nation prime la race, que la religion passe après la patrie » : « Les Français de confession israélite affirment (...) que la première des solidarités humaines qu'ils pratiquent est la solidarité nationale. Soldats français ils ont été, citoyens français ils restent (...) ». Le manifeste affirme aussi qu'« attaquer le judaïsme, c'est saper la base du christianisme » et appelle à l'union : « Contre les divisions, contre les haines, contre les luttes religieuses ou racistes, nous nous élevons de tout notre cœur, de toutes nos énergies françaises »,. Bloch a cependant tendance à minorer le danger de l'antisémitisme. Il collabore avec la DRAC et tient, en 1936, une réunion présidée par le rédacteur en chef de La Croix, Jean Guiraud, secondé par un pasteur, Charles Merle d'Aubigné, vice-président de la Fédération protestante de France, consacrée au paganisme raciste [des nazis] et à l'athéisme communiste.
Il se porte candidat aux législatives de 1936 à Paris, dans le 4e arrondissement, où vit une importante communauté juive, contre notamment un autre Juif candidat, socialiste. Il est cependant battu au second tour par un communiste, Albert Rigal,. Les dirigeants de la Ligue internationale contre l'antisémitisme (LICA) dénoncent sa candidature et l'investiture reçue des Croix de Feu.
D'abord appuyé par les dirigeants du Consistoire central israélite de France comme le rabbin Jacob Kaplan, également proche des Croix de Feu, il devient une figure marginale du judaïsme français à partir de 1936, critiqué aussi bien par la LICA que par des dirigeants du Consistoire ou encore La Tribune juive, le périodique des Juifs de l'Est de la France. Un article de ce journal présente Bloch comme un « mécréant » qui a fondé l'UPFI « dans le but d'arriver à la députation, se disant que le judaïsme s'est réduit à un culte des morts glorieux dont le cercueil peut lui servir de marchepied pour se faire voir et pérorer ». Bernard Lecache, le dirigeant de la LICA, le présente ainsi : « Cet Edmond Bloch, que j'ai bien connu voilà vingt ans ! Il promettait. Avocat disert, éloquent même, il aurait pu faire une carrière intelligente. Embourbé dans ses curieuses passions nationalistes, fondateur d'une organisation fantôme d'Israélites patriotes, il court systématiquement se jeter dans les bras des professionnels du racisme. Il s'est baptisé Gaulois une fois pour toutes. Il en porte la moustache. S'il en avait la possibilité, il démontrerait que les Bloch sont les descendants directs des plus fameux druides gaëliques ». La LICA estime que les prises de position de l'UPFI fournissent des arguments aux antisémites.
En janvier 1937, Il fait adhérer l'UPFI au Rassemblement français, l'initiative anticommuniste de l'UNC lancée l'année précédente par Jean Goy - qui est alors le co-secrétaire général du comité France-Allemagne. Dans la foulée, l'UNC et l'UPFI tiennent un meeting présenté par Goy contre le mouvement « des Sans-Dieu » et le matérialisme communiste. Bloch y prend part aux côtés d'un clerc catholique membre de la DRAC, d'un pasteur et d'un rabbin. Cet ancien libre-penseur y déclare : « Nous menons ici (...) la même bataille qu’en 1914-1918. Combien d’entre nous partis mécréants, ont rencontré Dieu sur le champ de bataille ? »,. Selon le périodique de la LICA, il n'aurait pas réagi à des insultes antisémites venues de l'assistance,. L'Univers israélite ne cite en revanche qu'un perturbateur qui s'est opposé au rabbin Louis-Germain Lévy, et qui a été expulsé par le service d'ordre de l'UNC. 
En 1937 et 1938, il assiste à des meetings parisiens du Centre de propagande des républicains nationaux. Il signe fin 1937 comme Georges Lebecq, de l'UNC, et des généraux en retraite un appel du « Comité de défense des patriotes emprisonnés », qui entend défendre les dirigeants anciens combattants de la Cagoule et de l'UCAD (le général Édouard Duseigneur, le duc Joseph Pozzo di Borgo). En 1938, il prend part à un meeting du Front national, pour écouter discourir, contre l'hostilité du gouvernement français aux fascismes espagnol et italien, Georges Claude, Maurras, Maxime Real del Sarte - qui l'avait giflé en 1909 -, Charles Trochu, Pierre Taittinger, Jacques Doriot notamment. Selon Pierre Birnbaum, il illustre alors « le dévoiement du franco-judaïsme s'identifiant cette-fois non à la nation républicaine, mais au pire nationalisme agressif et réactionnaire d'extrême droite ». Comme d'autres personnalités juives, il alerte cependant les pouvoirs publics pour dénoncer les manifestations antisémites. 
Munichois en 1938, Bloch et le groupe parisien de l'AGMG qu'il préside réclament « l'assainissement de la vie française, que des mesures extrêmement rigoureuses soient prises contre tous ceux qui (...) se livrent à une action politique et reçoivent des subsides de l'étranger [ce qui vise à la fois les pronazis et les communistes], que le droit de vote soit retiré aux naturalisés dont le décret de naturalisation ne remonte pas à cinq ans. Que le statut des étrangers en temps de guerre soit établi sans délai. » En 1939, Charles Maurras salue son appel à redonner un statut civil et civique aux religieux anciens combattants et son action depuis 1929, ainsi que son appel à refuser les manifestations de solidarité juive en faveur des Juifs de Palestine, parce qu'elles sont dirigées contre le Royaume-Uni, allié de la France, tout en notant que le souhait de Bloch de voir l'assimilation totale des juifs dans la communauté française n'est pas suffisant à ses yeux,,,.

#### Sous l'Occupation
Sous l'Occupation, il est arrêté en août 1941 comme d'autres avocats juifs demeurés à Paris, tels Pierre Masse ou Théodore Valensi,. Il est interné au camp de Drancy. Un quotidien collaborationniste, Paris-Soir, publie un reportage antisémite consacré à Bloch et ses collègues sous le titre « Je les ai vus, ces juifs millionnaires, ex-célébrités du barreau parisien internés dans un camp proche de notre capitale ». Le Petit Parisien les évoque aussi dans un article accompagné d'une photographie de groupe sur laquelle figure Bloch. Il y dirige seul un Bureau militaire, qui recense les internés anciens combattants. Il y partage le relatif confort de ses cadres juifs, disposant d'un réfectoire distinct et de rations supplémentaires, d'un véritable lit et des services de secrétaires et d'un coiffeur.
Relâché le 17 novembre 1942, il est à nouveau interné au camp de travail de la gare d'Austerlitz, jusqu'au 18 août 1944.

#### Après la guerre: conversion à la religion catholique
À la Libération, avec Lucien Besset, il reconstitue le parti radical indépendant fondé avant guerre par Pierre Cathala, par fidélité au vieil idéal jacobin et patriote de Franklin-Bouillon. Il témoigne à décharge au procès de Xavier Vallat, qui avait tenté de le faire libérer en 1941, lors de la cinquième audience du 9 décembre 1947 : 

« On m'a chargé de la direction de ce bureau militaire. C'était une direction facile. J'étais tout seul d'ailleurs. Mon rôle consistait à établir le fichier des anciens combattants du camp, des pupilles de la Nation, des veuves de guerre et des ascendants. Nous avions l'espoir qu'un jour ou l'autre les internés appartenant à ces différentes catégories seraient libérés. J'étais donc, pour la tenue de ce fichier des anciens combattants et victimes de guerre, en rapports assez étroits avec les services de la Préfecture de Police qui dirigeaient le camp (...) Les Allemands avaient conçu, bien avant leur entrée en France, une politique d'extermination des Juifs mais nous avions l'impression très nette — du moins en ce qui concerne les catégories dont je viens de parler — que l'on cherchait à nous protéger autant que possible, tant que Xavier Vallat a été à la tête du Commissariat aux Questions juives. »

Il continue à plaider. La LICA signale en 1957 qu'il plaide aux côtés de Jean-Louis Tixier-Vignancour pour le périodique d'extrême droite Rivarol, attaqué en justice pour diffamation par L'Express à propos de la guerre d'Algérie, et note qu'il collabore au quotidien Dimanche-matin,,,, . Il défend dans cette affaire Albert Paraz. 
Il est président adjoint de l'AGMG au lendemain de la Seconde Guerre mondiale. C'est à ce titre qu'il est promu en 1950 commandeur de la Légion d'honneur. Il soutient toujours la DRAC, dont il devient vice-président, . En 1953, avec deux autres dirigeants d'associations d'AC, dont le président de l'UNC, il prie les parlementaires de ratifier le texte autorisant la mise en place de la Communauté européenne de défense.
En 1954, il reste fidèle à ses convictions nationalistes des années 1930 et entend se désolidariser de la politique menée par le président du conseil Pierre Mendès France en Indochine et en Afrique du Nord, de la même façon qu'il s'était désolidarisé de celle de Léon Blum.
En 1968, il est condamné en justice, en appel, pour avoir injurié et diffamé le ministre des anciens combattants Alexandre Sanguinetti dans un article du Journal des combattants deux ans plus tôt, ,,.
Cet ancien libre-penseur, juif, se convertit au catholicisme en 1952; à sa mort, une messe est célébrée à sa mémoire à Notre-Dame de Paris.